# Гориче-при-Фамлях
Гориче-при-Фамлях (словен. Goriče pri Famljah) — поселення в общині Дівача, Регіон Обално-крашка, Словенія. Висота над рівнем моря: 439,9 м.